# 統一健身俱樂部
統一健身俱樂部（英語：Being Sport）是由統一佳佳股份有限公司經營的健身房品牌，於2000年成立，2024年時在台北、台南、高雄共設立7個據點。